# 慶増安太夫
慶増 安太夫（きょうそう やすだゆう、生没年不詳）は、安土桃山時代から江戸時代前期の槍術家。名は直縄、通称は初め庄兵衛。

## 経歴・人物
近江の人物で、慶増流槍術の始祖。松江藩主の堀尾忠晴に仕え、大坂の陣に功をたてる。